# Die letzte Droschke von Berlin
Die letzte Droschke von Berlin è un film del 1926, diretto da Carl Boese.

## Trama
Ai primi anni del secolo scorso Gottlieb Lüdecke era uno dei vetturini che trasportavano passeggeri su una carrozza trainata da un cavallo per le vie di Berlino. Passano 20 anni, la città si modernizza, l'automobile prende il sopravvento, e Gottlieb Lüdecke staziona sempre al suo solito angolo di strada, con la carrozza e Lieseken, la sua cavalla.
Naturalmente i clienti scarseggiano, i ricavati sono miseri, ma Gottlieb non vuole ascoltare la moglie Auguste che gli consiglia di mettersi al passo con i tempi, vendere la carrozza ed acquistare un'auto per continuare a trasportare gente. Per di più sua figlia Margot è fidanzata con Erich Flottmann, un taxista, categoria che Gottlieb odia più di ogni altra.
Un giorno una coppia di clienti scende dal taxi di Erich, per accorgersi poco dopo che la donna ha lasciato la borsetta nell'auto. La sera Erich ricovera la vettura nel garage e si allontana. Un vagabondo, che si era intrufolato nella rimessa per passarvi la notte, è ben contento di andare a dormire dentro l'auto, dove starà più riparato dal freddo. Egli trova la borsetta: la cosa di maggior valore che contiene è un orologio. Nei giorni seguenti l'orologio passa di mano in mano, dal vagabondo ad altri ricettatori, finché viene comprato da Erich, che lo regala a Margot.
Il taxi viene rintracciato, Erich è attorniato dalla coppia di clienti, una guardia e un gruppetto di curiosi. Dopo la coppia, quel giorno, Erich aveva avuto un'altra dozzina di clienti, per cui non è possibile dire chi sia stato il ladro. Gottlieb stazionava vicino all'assembramento, e, quando si scioglie, chiede notizie: gli viene riferito che Erich Flottmann avrebbe rubato un orologio. La sua avversione per Erich non fa che aumentare. Più avanti nota l'orologio al polso della figlia, e apprende trattarsi di un regalo di Erich. Requisisce l'orologio e lo porta alla polizia. Erich viene mantenuto in stato di fermo fino a che non si saranno svolte nuove indagini. Fortunatamente il giorno stesso viene trovato il ladro, ed Erich è rilasciato.
Il colpo forse più grosso a Gottlieb viene però inferto dall'altro suo figlio, Karl: il vecchio cocchiere scopre infatti che Karl ha preso la patente e sta iniziando a fare il taxista. "Non me l'aspettavo proprio, da te" gli dice Gottlieb sconsolato.
Più avanti Erich e Margot si sposano. Gottlieb non presenzia alla cerimonia. Dopo i festeggiamenti - che avvengono nel locale della fidanzata di Karl, Anna Lemke – Auguste porta al marito una fetta della torta nuziale. Gottlieb, sempre più intestardito, la rifiuta. La moglie, generalmente accomodante, questa volta si arrabbia e lascia l'appartamento.
La carrozza di Gottlieb viene vista arrivare e parcheggiare davanti alla casa di Erich e Margot, dov'era presente anche Auguste. Gottlob entra e accusa apertamente Erich di aver causato tutto ciò che ritiene negativo nella sua vita: la "perversione" del figlio, e – aggiunge esagerando un po' – il fatto che la moglie lo voglia lasciare. L'esagerazione si tramuta in preveggenza quando, dopo che Gottlob ha spinto malamente Erich contro il muro provocandogli una ferita, Auguste, in uno scatto d'ira, gli dice che vuole lasciarlo. Gottlob lascia la casa.
Più avanti, sulla carrozza di Gottlob Lüdecke finalmente sale un cliente frettoloso. Ma non fa in tempo a partire, perché, visto un taxi avvicinarsi, il potenziale cliente scende dalla carrozza ed entra nell'auto. Gottlob non ne può più: mette mano alle redini e parte a tutta velocità. La sua pazza corsa finisce quando la carrozza si ribalta infrangendosi sulle rive della Sprea ghiacciate.
L'incidente è servito a riappacificare tutti i membri della famiglia, compresi i Lemke, che vegliano Gottlob, ancora privo di sensi, che giace sul divano. Quando si riprende, le sue prime parole sono: "Come sta Lieseke?".
Di lì a poco apre i battenti l'impresa "Flottmann & Lüdecke, trasporti con ogni mezzo".

## Produzione
Il film è stato girato a Berlino fra il dicembre 1925 e il gennaio del 1926.
Lupu Pick, attore attivo negli anni '20 principalmente come regista e produttore ha prodotto il film tramite la propria azienda cinematografica, la Rex Film. Pick scelse come regista l'abile Carl Boese. Il film era inteso come proseguimento di L'ultima risata (Der letzte Mann: "L'ultimo uomo"), del 1924, il cui sceneggiatore Carl Mayer l'aveva originariamente scritto per Pick. Lupu Pick avrebbe dovuto impersonare il portiere d'albergo, protagonista del film, ruolo che invece venne ricoperto da Emil Jannings: con la regia di Friedrich Wilhelm Murnau il film ebbe un grande successo. Il vetturino Lüdecke è una figura relazionata al portiere d'albergo che, per motivi d'età, non riesce più a svolgere la propria attività in maniera da soddisfare il suo capo, e viene degradato a inserviente della toilette – un "ultimo uomo".
Lupu Pick ha definito Die letzte Droschke von Berlin "un vero pugno in faccia naturalistico per gli snob espressionisti".
La pellicola, per la distribuzione tedesca, ha una lunghezza di 2292 metri.

## Distribuzione
Il film, distribuito dalla Universum Film, è uscito nelle sale cinematografiche tedesche il 18 marzo 1926.
Die letzte Droschke von Berlin è stato edito in VHS.